# My.com
My.com è una società controllata da VK, la quale offre videogiochi sia per mobile sia per PC e servizi internet (email e maps). La sede principale della My.com è situata ad Amsterdam, Paesi Bassi con alcune divisioni situate a Mountain View, California.

## Prodotti
myMail
myMail è un'applicazione mobile per e-mail progettata per sostituire piattaforme native iOS ed Android collegando gli account e-mail esistenti di un utente in un'unica posizione e offrendo anche nuovi indirizzi e-mail del tipo '@my.com'. Dispone di notifiche push personalizzabili in tempo reale. MyMail ha vinto un Award of Distinction nella categoria di produttività di The Communicator Awards.
myChat
myChat è un instant messenger mobile per Android, iOS e Windows Phone, che offre messaggi di testo, voce e video senza soluzione di continuità.
Maps.me
Maps.me è un'applicazione mobile per Android, iOS e BlackBerry che fornisce mappe offline utilizzando i dati OpenStreetMap.
GuideWithMe
GuideWithMe sono guide di viaggio offline basate sui dati aperti di Wikivoyage.